# Caner Dagli
Caner K. Dagli ist ein US-amerikanischer Islamwissenschaftler tscherkessischer Herkunft. 

## Leben
Dagli studierte an der Cornell University (B.A. 1996), an der George Washington University (M.A. 2001) und an der Princeton University, wo er 2006 promoviert wurde. Von 2005 bis 2008 lehrte er als Assistant Professor am Roanoke College in Salem (Virginia), seit 2008 als Assistant Professor für Islamwissenschaften am jesuitischen College of the Holy Cross in Worcester (Massachusetts). 
Seine Übersetzung The Ringstone of Wisdome des Fusūs al-hikam von Ibn Arabi (1165–1240) erschien in der Buchreihe Great Books of the Islamic World Series.
Er ist einer der Herausgeber des im Jahre 2015 erschienenen HarperCollins Study Quran.
2006–2007 war er Berater für Interreligiöse Angelegenheiten des Königshofes von Jordanien und war in dieser Funktion für den Entwurf des offenen Briefes Ein gemeinsames Wort zwischen Uns und Euch (engl. A Common Word Between Us & You), den Persönlichkeiten des Islam an „Führer christlicher Kirchen überall“ (englisch: „Leaders of Christian Churches, everywhere …“) sandten (13. Oktober 2007) verantwortlich.
Er betreibt den Blog "Muslim comment".

## Schriften
- From Mysticism to Philosophy (and Back). An Ontological History of the School of the Oneness of Being. Dissertation Princeton 2006.
- The Ringstones of Wisdom (Fusūs al-hikam) by Ibn al-’Arabī. Translation, introduction, and glosses by Caner K. Dagli. Kazi Publications, Chicago 2004. ISBN 978-1567447248 (Rezension)

## Video
- vimeo.com (Caner Dagli presents "The Laws of War and Religious Conversion in the Qur'an")
- youtube.com: Levels of Soul and Levels of Time by Caner Dagli